# Warhammer Ancient Battles
Warhammer Ancient Battle (kurz WHAB oder WAB) ist ein Tabletop-Spiel der Firma Games Workshop, in welchem historische Armeen aus Metallfiguren (meist eine Zinnlegierung) auf Spieltischen nach komplexen Regeln gegeneinander kämpfen.

## Spiel
Warhammer Ancient Battles verwendet größtenteils die Regeln von Warhammer Fantasy Battles. Das Fehlen von Magie, Monstern und starken Charaktermodellen macht das Spiel aber sehr ausgewogen und taktisch. Die verschiedenen Völker unterscheiden sich spieltechnisch weniger als z. B. bei Warhammer Fantasy. Es gibt aber auch hier Armeelisten, die überproportional stark sind: Z. B. Kreuzritter, sumerische Streitwagenarmeen und einige Germanenlisten.
In Quellenbüchern werden die bestimmten Völker hinsichtlich Hintergrund, Sonderregeln und Miniaturen beschrieben. Darüber hinaus gibt es Bücher mit Regelerweiterungen, Sonderregeln und Hintergrundmaterial. In Deutschland ist Warhammer Ancient Battle nicht so sehr verbreitet wie die Fantasy- oder Science-Fiction-Varianten und wird deshalb als Spezialistensystem bezeichnet. Regelwerke sind daher auch nur in englischer Sprache erhältlich.
Anfänger im deutschen Raum sind am besten mit einer antiken Armee beraten, zum Beispiel Römer, denn diese Völker werden am meisten gespielt und man findet dementsprechend auch Mitspieler.

## Völker
Einige Beispiele von Völkern bei Warhammer Ancient Battle:
Antike
- Seleukiden
- Perser
- Germanen
- Chinesische Chang Dynastie
- Daker
- Makedonier
- Karthager
- Römer
- Ägypter
- Griechische Städte
- Trojaner
- Samniten
- Goten
- Persische Sassaniden
- Spartaner
- Etrusker

Frühes Mittelalter
- Andalusien
- Arabische Expansion
- Zeitalter von König Arthur
- Römisch-britisch
- Frühe Schotten und Iren
- Normannen

Mittelalter und Renaissance
- Burgunder
- Azteken
- Spanische Reconquista
- Sarazenen
- Kreuzzüge
- Hundertjähriger Krieg
- Landsknechte
- Eidgenossen
- Italienische Söldner
- Sizilianische Normannen
- Englische Rosenkriege
- Yuan Mongolen